# بريتا هولمبرغ
بريتا هولمبرغ (بالسويدية: Britta Holmberg)‏ هي ممثلة سويدية، ولدت في 21 ديسمبر 1921 في Eskilstuna Municipality ‏ في السويد، وتوفيت في 3 يونيو 2004 في Falsterbo ‏ في السويد.

## أعمال

### أفلام
- (1948) السجن

## وصلات خارجية
- بريتا هولمبرغ على موقع IMDb (الإنجليزية)
- بريتا هولمبرغ على موقع ميوزك برينز (الإنجليزية)
- بريتا هولمبرغ على موقع قاعدة بيانات الأفلام السويدية (السويدية)
- بريتا هولمبرغ على موقع قاعدة بيانات الفيلم (الإنجليزية)